# Udo Krause
Udo Krause (* 3. Juli 1932; † 23. Juni 1988 in Ost-Berlin) war ein deutscher Journalist, Gerichtsreporter und Jurist.

## Leben
Udo Krause zählte zu den Gründungsmitgliedern der FDJ in Güstrow. Sein Vater war 1936 ins KZ Oranienburg gebracht worden und gilt als verschollen. Im Jahr 1948 schrieb Udo Krause einen Artikel für Neues Leben über die Abschaffung der Prügelstrafe in der Schule. Mit 16 Jahren trat er in die SED ein und wurde zwei Jahre später mit der Übernahme des Rundfunkstudios Rostock beauftragt. 1952 wechselte er nach Berlin zum Rundfunk der DDR ins Funkhaus Nalepastraße in die Wirtschaftsredaktion. 1959 gehörte er zu den Mitgründern der Redaktion Hörbericht.
Am 4. Februar 1960 begann die Ausstrahlung der von ihm entwickelten Sendereihe Nicht nur eine Akte. Im Herbst 1960 begann er ein Jura-Fernstudium, das er 1969 mit einer Promotion abschloss. Zuletzt war Krause Leiter des Ressorts Rechtspolitik. Am 23. Juni 1988 starb er im Alter von 56 Jahren.

## Hörfunk-Sendungen
- Nicht nur eine Akte, halbstündige Gerichtsreportagen, 1960–1988, zweiwöchentlich, freitags 21.30 Uhr auf Radio DDR I, Wiederholung sonnabends 10.30 Uhr auf Radio DDR II
- Hier spricht Berlin, Feature zur Rundfunkgeschichte, 10. Mai 1965, Radio DDR I[3]
- Kriminalanwärter "Gandis" erster Fall, Feature, 19. Juli 1965, Berliner Rundfunk
- Am Fließband, Feature, 10. August 1967, Deutschlandsender
- Vernehmung zur Person, Feature, 29. Juni 1969, Deutschlandsender
- Die Drei von Toni 30, Feature, 14. Dezember 1969, Deutschlandsender
- Dreißig Minuten Einsamkeit, Reportage, Regie: Albrecht Surkau, 28. Juni 1970, Deutschlandsender
- Grenzdienst, Feature, 16. Mai 1971, Deutschlandsender
- Der Freispruch, Feature, Regie: Albrecht Surkau, 6. Februar 1972, Radio DDR II
- Streife nach der Schicht, Regie: Albrecht Surkau, 23. September 1927, Radio DDR I
- Endlösung? – Eine Dokumentation zum Problem der Verjährung, 12. März 1979, Stimme der DDR
- Vernehmung einer Richterin, Regie: Hannelore Solter, 19. Oktober 1980, Berliner Rundfunk
- Das Plädoyer, Feature, 1. November 1982, Stimme der DDR
- Romeo und Julia in der DDR, Feature, Regie: Klaus Zippel, 6. April 1987, Berliner Rundfunk

## Schriften
- Die Massenmedien, insbesondere der Hör- und der Fernsehrundfunk, im gesellschaftlichen Gesamtsystem der Bekämpfung und Verhütung der Jugendkriminalität. Diss. HU Berlin 1969. (DNB 482431059)
- Recht im Alltag, zus. mit Autorenkollektiv, mit Illustrationen von Gerhard Vontra, Verlag für die Frau, Leipzig 1974.